# Zespół Wildervancka
Zespół Wildervancka (ang. Wildervanck syndrome, cervico-oculo-acoustic syndrome) – rzadki zespół wad, na który składają się odbiorcze i (najczęściej) przewodzeniowe upośledzenie słuchu, wady kręgów szyjnych (anomalia Klippla-Feila), niedorozwój nerwu odwodzącego (zespół Duane’a) oraz występowanie przetok usznych i szyjnych. Rzadziej spotykane nieprawidłowości to rozszczepy podniebienia, wady uzębienia, padaczka, hipoplazja twarzowej części czaszki, asymetria czaszki i twarzy, wąskie podniebienie, mikrognacja, wyrośla przeduszne, opóźnienie umysłowe, różnobarwność tęczówek. Występuje niemal wyłącznie u kobiet. Zespół opisał holenderski genetyk Lambertus Sophius Wildervanck w 1952 roku.